# Вне/себя
Вне/себя (англ. Self/less) — американский фантастический триллер 2015 года, режиссёра Тарсема Сингха. Выход в прокат США состоялся 10 июля 2015 года.

## Сюжет
Пожилой предприниматель Дэмиан Хэйл (Бен Кингсли) узнаёт, что тяжело болен раком. Тогда гениальный учёный, профессор Олбрайт (Мэттью Гуд), предлагает ему провести медицинскую процедуру, при которой его сознание будет перемещено в тело молодого человека, созданное методами генной инженерии. Дэмиан соглашается, инсценирует свою смерть и получает новое тело. При этом профессор Олбрайт также даёт ему специальные лекарства от галлюцинаций, которые являются побочным эффектом переселения.
Дэмиан, под новым именем Эдвард Киднер, начинает новую жизнь, заводит дружбу со своим новым соседом Антоном, пока его галлюцинации не начинают становиться слишком реалистичными. Тогда Дэмиан понимает, что это чьи-то воспоминания, и в итоге выясняет, что на самом деле его вселили не в пустое тело, а в другого человека — Марка Битвелла (Райан Рейнольдс), у которого остались жена Мэдди и маленькая дочь Анна, считающие его мёртвым (Марк продал себя в обмен на лечение для Анны). Дэмиан находит их и, первое время не раскрывая карты, пускается с ними в бега от Антона, который оказался помощником Олбрайта. Олбрайт, как выяснилось, также является другим человеком, вселившимся в чужое тело.
Мэдди в ужасе от произошедшего, но вскоре ей удаётся подружиться с Дэмианом; также Дэмиан сближается с Анной, впервые за всю жизнь по-настоящему сыграв роль отца (у него тоже есть дочь, но он с ней не видится). Они прячутся у его старого друга Мартина, еле убедив его в ситуации, пока не обнаруживают, что его сын Тони, который умер два года назад, снова жив. Мартин честно признаётся, что тоже использовал процедуру переселения, но всё это время считал тело искусственным. Дэмиан рассказывает ему правду, и Мартин пытается помочь им убежать, но Анну и Мэдди ловит Олбрайт, который хочет использовать их как новые сосуды.
Дэмиан узнаёт, что таблетки, которые ему выдал Олбрайт, на самом деле подавляют личность настоящего Марка; и если Дэмиан перестанет их принимать, то его личность умрёт, а Марк воскреснет. Дэмиан решает продолжать принимать лекарства до определённого момента. 
По воспоминаниям Марка он настигает Олбрайта на заброшенном складе, где он создал вторую лабораторию, и окончательно его побеждает. После этого он временно отправляет Мэдди и Анну на Карибы, а сам встречается со своей дочерью Клэр, выдавая себя за друга Дэмиана и передаёт ей «посмертное» письмо от себя, в котором просит прощения за то, что уделял ей мало внимания. После этого он прекращает принимать таблетки, и через несколько дней его личность умирает, а настоящий Марк воскресает. Марк смотрит благодарственное видеосообщение, оставленное ему Дэмианом. После едет на Карибы и воссоединяется с женой и дочерью.

## В ролях
- Райан Рейнольдс — Марк Битвелл / Новое тело Дэмиана Хэйла (Эдвард Киднер)
- Бен Кингсли — Дэмиан Хэйл
- Мэттью Гуд — профессор Олбрайт
- Мишель Докери — Клэр Хэйл, дочь Дэмиана
- Натали Мартинес — Мэдди Битвелл, жена Марка
- Джейни Линн-Кинчен — Анна Битвелл, дочь Марка и Мэдди
- Дерек Люк — Антон
- Виктор Гарбер — Мартин О’Нил
- Мелора Хардин — Джуди О’Нил
- Мариана Висенте — Лиа

## Производство
Съёмки фильма начались в октябре 2013 года в Новом Орлеане. В сентябре 2014 года стало известно, что Дуду Арам и Антониу Пинту напишут саундтрек к фильму. 4 марта 2015 года был выпущен первый трейлер.

## Критика
Фильм получил преимущественно отрицательные отзывы критиков. На сайте Rotten Tomatoes на основе 118 рецензий со средним баллом 4,5 из 10 фильм получил оценку 20 %. Фильм критиковали за сюжет, полный клише научной фантастики, и отсутствие визуальной красоты, присущей другим фильмам Тарсема Сингха.